# Benjamin Koppel
Benjamin Koppel (født 21. februar 1974) er en dansk musiker (saxofonist) og forfatter.

## Familie
Som barnebarn af komponisten Herman D. Koppel og søn af komponist og musiker Anders Koppel er Benjamin Koppel rundet af en stor musikalsk familie. Han er fætter til den danske pianist Nikolaj Koppel.

## Musikalsk karriere
Som 15-årig var Koppel medstifter af soul/rock-orkestret Tournesoul og dannede samtidig sin egen jazz-kvartet, der i 1993 udgav debut-cd'en Benjamin Koppel Quartet. I 1992 modtog han som den første jazzmusiker Jacob Gades Legatets store pris. Han studerede i New York hos den cubanske saxofonist Paquito D'Rivera, og i 1995 var han medstifter af crossover-ensemblet Mad Cows Sing, der med 4 klassiske og 3 rytmiske musikere har optrådt i Danmark såvel som på den internationale musikscene. 1997 uropførte han Anders Koppels Saxofonkoncert nr. 1 og 2004 Saxofonkoncert nr. 2. I maj 2015 udkom den tredje CD med Koppel som solist med Symfoniorkester, Double Triple Koppel (Dacapo-records) hvor Koppel spiller sammen med Michala Petri og Odense Symfoniorkester.
Hans saxofonspil kan høres på en lang række danske cd'er med bl.a. Danseorkestret, Moonjam, Rugsted & Kreutzfeldt, Maria Montell, Marie Carmen Koppel, Hanne Boel, Alberte Winding, Sanne Salomonsen samt soundtracks til adskillige film, tegnefilm – bl.a. Jungledyret Hugo – og balletter.
Koppel har bl.a. optrådt som solist med en lang række symfoniorkestre i både Danmark og udlandet samt med internationale jazzstjerner som Chris Potter, Al Foster, John Abercrombie, Davíd Sanchez, Lee Konitz, Jim Hall, Joe Lovano, Markus Stockhausen, Ron Miles, Dave Douglas, Ben Monder og har desuden udgivet flere end 50 cd'er som jazz-solist sammen med nogle af de allerstørste internationale jazz-navne, herunder Joe Lovano, Kenny Werner, Charlie Mariano, Daniel Humair, Phil Woods, Alex Riel, Larry Goldings, Randy Brecker, Palle Danielsson, Ignacio Berroa, Bill Stewart, Lionel Loueke, Paul Bley, Miroslav Vitous, Miguel Zenon, Chano Dominguez, Peter Erskine, Scott Colley, Johnathan Blake, Bobby Watson, Jean Michel Pilc, Uri Caine, m.fl.
Benjamin Koppel dannede i 2012 trioen Koppel-Colley-Blade Collective sammen med bassist Scott Colley og trommeslager Brian Blade. De udgav deres første CD "The Koppel Colley Blade Collective" på Artistshare (USA) i maj 2015. To nye CD'er med gruppen forventedes udgivet i 2019: et trioalbum indspillet i New York og en udgivelse med Anders Koppels værk "Mulberry Street Symphony" for symfoniorkester og trio.[kilde mangler]
Koppel udgiver sine cd'er på Cowbell Music.

## Forfatterskab
Koppel debuterede i september 2011 som forfatter med udgivelsen Ud af musikken (Gyldendal) skrevet i samarbejde med Casper Rongsted.
I 2022 udkom Annas Sang på Gyldendals forlag. Det er en slægtsroman, inspireret af Herman D. Koppels familie. Bogen er på 500 sider og i marts 2023 allerede trykt i mindst 5 oplag. Handlingen følger den kvindelige hovedperson, Anna, og skildrer levende hendes splittelse mellem sit musiske talent og ambitionen om at udleve det og loyaliteten over for den dansk-jødiske families traditioner, og forventningen til hende som datter ift. den jødiske traditions bevarelse. Handlingen foregår (primært) i København fra 1933 og frem. Bogen fik Læsernes Bogpris 2023. I 2024 udsendte Koppel efterfølgeren Sommerfuglens stemme på Politikens Forlag, som han efterfølgende modtog boghandlerprisen De Gyldne Laurbær for.

## Priser og æresbevisninger
Koppel har igennem årene modtaget en lang række priser og hædersbevisninger både som musiker og forfatter. Det gælder bl.a. Palæ Bars Jazzpris (året efter Kenny Drew, året før Duke Jordan), Jacob Gade-prisen og Holstebro Musikpris. Han blev desuden udnævnt til Ridder af Frankrig, Chevalier des Arts et des lettres i 2011 for sit musikalske virke.
- 1992 Jacob Gades Legat[4]
- 1994 Palæ Jazzpris
- 1995 Holstebroprisen
- Talrige komponistlegater fra Statens Kunstfond, DJBFA, m.fl.
- Chevalier des Arts et des Lettres, Republique Francaise
- 2021 Frans Rasmussens Mindelegat
- 2023 Læsernes Bogpris[2]
- 2024 De Gyldne Laurbær[3]